# Джорджо Карпі
Джорджо Карпі (італ. Giorgio Carpi, 1 листопада 1909, Верона — 30 червня 1998, Рим) — італійський футболіст, що грав на позиції півзахисника. По завершенні ігрової кар'єри — футбольний менеджер і тренер. Уся його спортивна біографія пов'язана з клубом «Рома».

## Біографія
У дорослому футболі дебютував 1926 року виступами за команду «Роман». В 1927 році римські команди «Роман», «Фортітудо» і «Альба» об'єднались, утворивши клуб «Рома», до складу якого приєднався Джорджо. Виступав у складі «Роми» до 1936 року. В основний склад потрапляв не часто, тому переважно виступав у команді «Рома-2», де багато років був капітаном.
Хоча Карпі не був провідним гравцем клубу, але він був серед улюбленців уболівальників, передусім за свою відданість команді.
Після завершення кар'єри гравця залишився в структурі клубу. Працював на різних посадах: менеджера, секретаря виконавчого комітету, перекладача. Залишив клуб в 1959 році.
В 2016 році був включений в «Зал Слави» футбольного клубу «Рома».

## Статистика виступів
| Сезон           | Команда         | Чемпіонат       | Чемпіонат | Чемпіонат | Кубок Італії | Кубок Італії | Кубок Італії | Європейські кубки | Європейські кубки | Європейські кубки | Всього | Всього |
| Сезон           | Команда         | Турнір          | Матчі     | Голи      | Турнір       | Матчі        | Голи         | Турнір            | Матчі             | Голи              | Матчі  | Голи   |
| --------------- | --------------- | --------------- | --------- | --------- | ------------ | ------------ | ------------ | ----------------- | ----------------- | ----------------- | ------ | ------ |
| 1926-1927       | «Роман»         | 1Д              | 1+        | 0+        | КІ           | 0            | 0            | -                 | -                 | -                 | 1+     | 0+     |
| 1927-1928       | «Рома»          | НД              | 5         | 0         | КК           | 0            | 0            | -                 | -                 | -                 | 5      | 0      |
| 1928-1929       | «Рома»          | DN              | 5         | 0         | -            | -            | -            | -                 | -                 | -                 | 5      | 0      |
| 1929-1930       | «Рома»          | A               | 12        | 0         | -            | -            | -            | -                 | -                 | -                 | 12     | 0      |
| 1930-1931       | «Рома»          | A               | 1         | 0         | -            | -            | -            | -                 | -                 | -                 | 1      | 0      |
| 1931-1932       | «Рома»          | A               | 10        | 0         | -            | -            | -            | КМ                | 0                 | 0                 | 10     | 0      |
| 1932-1933       | «Рома»          | A               | 9         | 0         | -            | -            | -            | -                 | -                 | -                 | 9      | 0      |
| 1933-1934       | «Рома»          | A               | 1         | 0         | -            | -            | -            | -                 | -                 | -                 | 1      | 0      |
| 1934-1935       | «Рома»          | A               | 0         | 0         | -            | -            | -            | -                 | -                 | -                 | 0      | 0      |
| 1935-1936       | «Рома»          | A               | 2         | 0         | КІ           | 0            | 0            | КМ                | 0                 | 0                 | 2      | 0      |
| Всього «Рому»   | Всього «Рому»   | Всього «Рому»   | 45        | 0         |              | 0            | 0            |                   | 0                 | 0                 | 45     | 0      |
| 1930-1931       | «Рома-2»        | 2Д              | 1+        | 0+        | -            | -            | -            | -                 | -                 | -                 | 1+     | 0+     |
| 1931-1932       | «Рома-2»        | 2Д              | 3+        | 1+        | -            | -            | -            | -                 | -                 | -                 | 3+     | 1+     |
| 1932-1933       | «Рома-2»        | 1Д              | 17+       | 2+        | -            | -            | -            | -                 | -                 | -                 | 17+    | 2+     |
| 1933-1934       | «Рома-2»        | 2Д              | 6+        | 0+        | -            | -            | -            | -                 | -                 | -                 | 6+     | 0+     |
| 1934-1935       | «Рома-2»        | 2Д              | ?         | ?         | -            | -            | -            | -                 | -                 | -                 | ?      | ?      |
| 1935-1936       | «Рома-2»        | 1Д              | ?         | ?         | -            | -            | -            | -                 | -                 | -                 | ?      | ?      |
| Всього «Рома-2» | Всього «Рома-2» | Всього «Рома-2» | 27+       | 3+        |              | -            | -            |                   | -                 | -                 | 27+    | 3+     |